# ディアディ・サマッセク
ディアディ・サマッセク（Diadie Samassékou、1996年1月11日 - ）は、マリ・バマコ出身のサッカー選手。ラ・リーガ・カディス所属。サッカーマリ代表。ポジションはMF。

## 経歴

### クラブ
2015年8月、レッドブル・ザルツブルクと4年契約を締結し、ザルツブルクのリザーブチームであるFCリーフェリングに加入。2017–18シーズンのUEFAヨーロッパリーグではクラブ史上初となる4強入りに大きく貢献した。
2019年8月15日、TSG1899ホッフェンハイムと2024年6月30日までの契約を締結したことが発表された。
2022年9月15日、オリンピアコスFCへの買取オプション付きでの期限付き移籍が発表された。
2024年2月1日、カディスCFへの期限付き移籍が発表された。

### 代表
年代別マリ代表では2015 FIFA U-20ワールドカップ、トゥーロン国際大会2016に参加。
2014年6月29日、中国代表との親善試合でフル代表デビュー。

## タイトル
レッドブル・ザルツブルク
- オーストリア・ブンデスリーガ: 2016-17, 2017-18, 2018-19
- オーストリア・カップ: 2016-17, 2018-19